# الكرمانجية
الكرمانجية (بالكردية: كورمانجى، Kurmancî، تعني الكردية) وتُعرف أيضًا باسم بالكردية الشمالية الفرع الشمالي للغة الكردية، وأكثر لهجاتها من حيث عدد المتكلمين بها. (البادينية) الكرمانجية الوسطى (السورانية) والكرمانجية الجنوبية (اللرية) ورابعا الكَورانية). الناطقون باللهجة الكرمانجية الشمالية هم كرد سوريا (روچ آفا) و كرد تركيا (عدا زازا) وأرمينيا وجورجيا وآذربيجان وجمهوريات قفقاسيا من الاتحاد السوفيتي السابق. إضافة إلى قسم من كرد اورمية في إيران ومحافظة دهوك واقضية سنجار وشيخان وعقره وميركه سور في العراق وتضم الفروع التالية:
1. . اللهجة الايزيدية.
2. . اللهجة الهكارية.
3. . اللهجة البوتانية.
4. . اللهجة البادينانية.
5. . اللهجة الشمدينانية.
6. . اللهجة الغربية.

اللهجة الكرمانجية الجنوبية تبدأ من الخط الوهمي السالف الذكر وتنتهي عند الخط الفاصل بين كرمنشاه وخانقين مارا بقصر شيرين جنوبا.
أما مناطق اللهجة الكرمانجية الوسطى هي: محافظات أربيل (عدا قضاء ميركه سور) وكركوك والسليمانية في العراق. ومناطق مهاباد وسنندج (سنه) وقسم من مناطق كرمنشاه في إيران وأيضا في القامشلي وعفرين وتشمل اللهجات الفرعية:
1. . اللهجة السورانية.
2. . سليمانية.
3. . اردلانية.
4. . كرميانية.
5. . موكريانية.

واللهجة الكرمانجية الجنوبية أي اللرية تبدأ من الخط المذكور آنفا وتنتهي عند نهاية جبال زاكروس ومناطق الحدود الشمالية من الخليج جنوبا. أما مناطق اللهجة اللرية فهي محافظات: إيلام ولرستان (خرم آباد) وجهار محال وبختياري (شهر كرد) في إيران، وقسم من مناطق خانقين ومندلي في العراق وتضم اللهجات الفرعية التالية:
1. . لكية.
2. . كلهرية.
3. . بختيارية.
4. . مماسانية.
5. . كوهكلويه.

اما اللهجة الكورانية فتتواجد في اطراف الخط الفاصل بين مناطق الكرمانجية الوسطى واللرية ومناطق من كردستان تركيا. فهذه اللهجة هي اقل اللهجات الكردية عددا من حيث الناطقين بها وهي مبعثرة حيث نجد الزازا (دوملى) في مناطق درسيم وبنكول وسيفرك في تركيا والشبك والعشائر الكورانية والصارلية في الموصل. وقسم من كرد كركوك ومندلي وخانقين ومناطق هورامان في محافظة السليمانية، أضافة إلى المناطق الاصلية في كرمنشاه وقصر شيرين وزهاو. وإن سبب قلة الناطقين باللهجة يعود إلى عدة عوامل منها:
1. . انها أقدم اللهجات الكردية وقد فقدت الكثير من أهميتها نتيجة لتطور اللغة الكردية.
2. . انها مبعثرة وهذه تعني ان الكثير من عشائرها قد انحلت في اللهجات الكردية الأخرى.
3. . عدم الكتابة بها، حيث لم يكتب بها إلا في عهد امارة اردلان التي كان امراؤها من طائفة كوران قبيلة مأمويي، حيث ظهــر حينذاك الشعراء: مه ولوى، بيسارانى – خاناى قوبادي “19”.

وتشمل اللهجة الكورانية اللهجات الفرعية التالية:
1. . اللهجة الكورانية الاصلية ويتكلم بها كرد (كرند، روانسر، زهاو، جوانرو، برده رش، كلك، كلكجى، جزء من قضاء خبات، جره، إضافة إلى قسم من كاكائية طاووق وقسم من مناطق كركوك وخانقين ومندلي.
2. . اللهجة الهورامانية، ويتكلم بها اكراد باوه، نوسود، طويلة، بياره، والكاكائية في مناطق كركوك، خانقين، كرمنشاه، مندلي وكاكائية الموصل (الصارلية).
3. . اللهجة الزازائية ويتكلم بها قسم من اكراد تركيا الساكنين في المنقطة المحصورة بين ارضروم وموش وخربوط واذربنجان أي ضمن منطقة ديرسيم “20” وكذلك كرد مناطق ينكول-سيفرك.